# Estancia (poesía)
La estancia o estanza (del italiano stanza) es una estrofa formada por más de seis versos endecasílabos y heptasílabos con rima consonante al arbitrio del poeta, y cuya estructura se repite a lo largo de un mismo poema.

## Características
Tan solo se requiere que en las composiciones formadas por estancias, ora canción (lírica), ora oda, ora égloga, las restantes estrofas sigan el mismo esquema de la primera. Cada estrofa suele contener entre doce y catorce versos (o más, como en La canción real a una mudanza). La estancia difiere de la silva en que esta última no se divide en estrofas, no repite ninguna estructura de rimas y puede incluir versos sueltos, esto es, sin rima.

## Historia
De origen provenzal, la cultivaron para sus canciones de tema amoroso los poetas florentinos del dolce stil nuovo, en particular Dante Alighieri y Francesco Petrarca. Este último incluyó varias en su Cancionero para romper la monotonía del soneto dominante. En España introdujeron la canción en estancias en el primer tercio del siglo XVI los poetas Garcilaso de la Vega y Juan Boscán, asentándola definitivamente en la literatura española sobre todo para géneros literarios líricos como la canción amorosa, la oda o la égloga.
El poeta barroco inglés Edmund Spenser creó una variante en sus poemas Prothalamion y Epithalamion; en Italia, Leopardi creó estrofas más cortas y con rimas más libres; en Francia la cultivó con especial fortuna el simbolista Jean Moréas (Stances, 1899), creando otra variante: estrofas cortas de alejandrinos y heptasílabos que se van alternando.

## Estructura
Posee una distribución repetida de rimas en varias estrofas sucesivas con el mismo esquema métrico, cada una de las cuales se divide en dos partes (la fronte, formada por dos pies de unos tres versos cada uno, y la sírima o coda, también formada por dos pies de unos tres versos) engarzadas ambas por un verso de enlace. La serie métrica se concluye con un envío o vuelta final de cuatro versos. Cada estancia puede tener a veces un último verso que sirva de estribillo o bordón.

## Clases
En el género literario lírico denominado canción, el poema en estancias está formado por un número variable de estrofas iguales (generalmente entre cinco y siete), denominadas estancias, que combinan versos consonantados de siete y once sílabas. Generalmente se remata con un envío (llamado congedo en lengua italiana) que trasmite la canción a su destinatario.
Cada estanza está constituida por dos partes: la frente (fronte) y la cola (coda o sirma). Dependiendo de cómo sean se distingue la canción siciliana de la canción petrarquista.

### Canción siciliana
La fronte ("frente") está constituida por dos pies (piedi), que deben contener el mismo número de versos, pero cuyo esquema rítmico puede ser distinto.
La coda ("cola"), del mismo modo, debe descomponerse en dos vueltas (volte) con idéntico esquema métrico.

### Canción petrarquista
Ya ensayada su estructura por Dante Alighieri, es sancionada definitivamente por Francesco Petrarca.
Consta de una frente de dos pies y una cola, generalmente, indivisa. Además entre frente y cola debe existir un verso de enlace (chiave) que rime con el último verso de la frente.
El envío, por su parte, toma su estructura de la cola. A veces es una cola completa, a veces una de sus vueltas; y a veces tan solo sus últimos versos.

## Funciones
La estancia se usa sobre todo para expresar el los géneros literarios líricos de la canción amorosa, la oda y la égloga.

## Ejemplo de estancia
Perteneciente a la Égloga I de Garcilaso de la Vega:

Divina Elisa, pues agora el cielo,

con inmortales pies pisas y mides,

y su mudanza ves estando queda,

¿por qué de mí te olvidas y no pides

que se apresure el tiempo en que este velo

rompa del cuerpo, y verme libre pueda,

en la tercera rueda

contigo mano a mano

busquemos otro llano,

busquemos otros montes y otros ríos,

otros valles floridos y sombríos,

donde descanse, y siempre pueda verte

ante los ojos míos,

sin miedo y sobresalto de perderte?

Nunca pusieran fin al triste lloro

los pastores, ni fueran acabadas

las canciones que sólo el monte oía,

si, mirando las nubes coloradas,

al trasmontar del sol bordadas de oro,

no  vieran que era ya pasado el día.

La  sombra se veía

venir corriendo apriesa

ya por la falda espesa

del altísimo monte, y recordando

ambos como de sueño, y acabando

el fugitivo sol, de luz escaso,

su ganado llevando,

se fueron recogiendo paso a paso.